# Мигаща диня
„Мигаща диня“ (на корейски: 반짝이는 워터멜론, Banjjag-ineun Woteomellon; на английски: Twinkling Watermelon) е южнокорейски сериал, който се излъчва от 25 септември до 14 ноември 2023 г. по Ти Ви Ен. С участието на Рьоун, Че Хьон Ук, Сол Ин А и Шин Ън Су.

## Сюжет
Разказва историята на момче от CODA с вроден талант за музика, което пътува назад във времето до 1995 г. То се присъединява към група с баща си от детството и създава група, наречена Watermelon Sugar, с подозрителните младежи, които среща там, и комуникира с тях чрез музика.

## Актьори
- Рьоун – Ха Ън Гьол
  - Джунг Хьон Джун – младият Ън Гьол
- Че Хьон Ук – Ха И Чан
  - Че Уон Йонг – 46-годишният И Чан
- Сол Ин А – Че Се Кюнг / О Ън Ю
  - И Со Йон – 46-годишната Че Се Кюнг
- Шин Ън Су – Юн Чьонг А

## Премиера
Премиерата на Мигаща диня е на 25 септември 2023 г. по телевизионния канал tvN.